# Guru (seriál)
Guru je třídílný dramatický televizní seriál z roku 2022 vyvinutý a vyrobený společností Dramedy Productions. Autoři projektu Jan Coufal, Filip Bobiňski a Petr Šizling svěřili scénář Jana Coufala režisérovi Biseru Arichtevovi. Seriál byl natočen pod značkou Voyo Original a byl zveřejněn na platformě Voyo. Po seriálu Případ Roubal jde o druhou sérii natočenou pod hlavičkou Voyo Original.
Seriál se inspiroval skutečnými událostmi, zejména postavou Jaroslava Dobeše (známého jako Guru Jára), který praktikoval metodu tzv. „odháčkování“ a znásilňoval své klientky. V hlavních rolích se objevili Anna Fialová, Vojtěch Kotek, Zuzana Stivínová, Kristýna Podzimková, Lukáš Melník a Martin Myšička.
První díl byl na Voyu zveřejněn dne 14. ledna 2022, poslední ze tří dílů dne 28. ledna 2022.

## Obsazení
| Anna Fialová        | Alice Balvínová                         |
| Vojtěch Kotek       | guru Marek Jaroš                        |
| Zuzana Stivínová    | mjr. Mgr. Petra Malá, vyšetřovatelka    |
| Kristýna Podzimková | Klára Plíšková, Markova spolupracovnice |
| Lukáš Melník        | Radek, expartner Alice                  |
| Martin Myšička      | státní zástupce JUDr. Pavel Vágner      |
| Jan Novotný         | soudce JUDr. Václav Horáček             |
| Alžběta Malá        | studentka Kamila                        |
| Lucie Štěpánková    | Magda, Kamilina matka                   |
| Vasil Fridrich      | Milan, Kamilin otec                     |
| Denisa Barešová     | Aneta, Alicina kamarádka                |
| Martina Czyžová     | Lenka, Alicina kamarádka                |
| Michal Isteník      | nadpraporčík Doležal                    |
| Adéla Petřeková     | vyšetřovatelka                          |
| Marek Pospíchal     | vyšetřovatel                            |
| Kryštof Bartoš      | Dušan                                   |
| Elizaveta Maximová  | Zuzana                                  |
| Jiří Roskot         | Karel                                   |

## Seznam dílů
| Č. v seriálu | Původní název | Režie             | Scénář     | Premiéra na Voyo |
| --- | ------------- | ----------------- | ---------- | ---------------- |
| 1 | Epizoda 1     | Biser A. Arichtev | Jan Coufal | 14. ledna 2022   |
| Alice oznámí na policii, že byla znásilněna. Její výpověď však nejdříve u policistů a následně u lékařů vzbuzuje nedůvěru. Jejího případu se ujímá vyšetřovatelka Petra Malá, která v rámci pátrání začne rozkrývat zneklidňující skutečnosti. |               |                   |            |                  |
| 2 | Epizoda 2     | Biser A. Arichtev | Jan Coufal | 21. ledna 2022   |
| Vyšetřovatelka Petra Malá a její tým vyšetřují znásilnění mladé ženy Alice a v rámci pátrání se stále hlouběji noří do manipulativních praktik samozvaného guru Marka a jeho společnice Kláry.                                                 |               |                   |            |                  |
| 3 | Epizoda 3     | Biser A. Arichtev | Jan Coufal | 28. ledna 2022   |
| Začíná soud proti guru Markovi a jeho společnice Kláry. |               |                   |            |                  |